# Náblusz
Náblusz (arabul: نابلس Nablusz, héberül: שכם Schem, görögül: Νεάπολις Νeapolisz) Ciszjordánia második legnagyobb városa és egyben az azonos nevű, Náblusz kormányzóság székhelye. Jeruzsálemtől kb. 50 km-re északra egy keskeny völgyben fekszik, beékelve a Garizim és az Ebál hegyek közé.
A város fő gazdasági ágazata a szappanipar és az olajkészítés.
A lakosság túlnyomórészt muzulmán arab, csekély létszámú keresztény és szamaritánus közösséggel. A szamaritánusok szent helye a város melletti Garizim-hegy, itt állt a templomuk, amelyet Johannesz Hürkánosz Kr. e. 128 körül leromboltatott Szikem városával együtt, amely a mai Náblusz szomszédságában állt. 200 évvel később, Kr. u. 72-ben, Vespasianus római császár egy új várost a korábbi Szikemtől mintegy 2 km-re Flavia Neapolis néven alapított. A kora középkorban az arab hódítók a Neapolis névből adták neki az arabosított Náblusz nevet.
1927-ben egy földrengés nagy pusztítást okozott, amely után a várost szép terekkel, széles utcákkal építették újra fel.

## Népessége
2007-ben a népessége mintegy 126 000 fő volt. Azóta gyorsan nőtt.
| 2014 | 146 493 |
| 2017 | 156 906 |